# Shadowgate
Shadowgate är ett peka-och-klicka äventyr till bland annat Mac. Spelet har ett fantasytema där huvudkaraktären är en prins som måste ta sig in i slottet Shadowgate för att stoppa den onde trollkarlen Lord Warlock.
När spelet kom till NES var det det första spelet till denna konsol som översatts till svenska.
Översättningen till svenska blev lite omtalad för att bokstaven Å inte användes utan ersattes med Ä. Detta ledde till att GO och HIT översattes till GÄ och SLÄ i den svenska översättningen.

## Porteringar
Spelets har porterats till ett antal system, bland annat:
- Amiga (1987)
- Atari ST (1987)
- PC (1988)
- NES (1989)
- Game Boy Color (1999)
- Pocket PC (2002)